# Egolzwil
Egolzwil ist eine politische Gemeinde im Wahlkreis Willisau des Kantons Luzern in der Schweiz.

## Geographie
Das Dorf liegt am Rand des verlandeten Wauwilersees am südlichen Ausläufer des Santebergs. Dieser trägt den Namen Egolzwilerberg und erreicht eine Höhe von 701 m ü. M. Zur Gemeinde gehört die Strafanstalt Wauwilermoos und der Ortsteil Engelberg (625 m ü. M.; 800 m nordöstlich des Dorfs), der seinen Namen dem ehemaligen Besitzer, dem Kloster Engelberg, verdankt.
Vom Gemeindegebiet werden 57,3 % landwirtschaftlich genutzt, 23,1 % sind mit Wald und Gehölz bedeckt und 18,6 % Siedlungsfläche (Stand 2015/16). Zum Gemeindegebiet gehört auch der Überrest des Wauwilersees – der 339 Aren grosse Egolzwilersee (110 × 270 m).
Nachbargemeinden von Egolzwil sind Dagmersellen im Norden, Wauwil im Osten, Schötz im Süden und Südwesten sowie Nebikon im Nordwesten.

## Bevölkerung
Die Bevölkerung wuchs bis 1850 stark an, sank danach stetig bis 1920 und wuchs anschliessend bis zum Jahr 2000. Seither ist eine Stagnation eingetreten.
Quelle: Bundesamt für Statistik; 1850 bis 2000 Volkszählungsergebnisse, 2010 ESPOP, seit 2011 STATPOP

### Sprachen
Die Bevölkerung benutzt eine hochalemannische Mundart als Umgangssprache. Von der Einwohnerschaft sprechen (Stand 2000) 92,99 % Deutsch, 2,28 % Serbokroatisch und 1,22 % Albanisch als Hauptsprache/Alltagssprache.

### Religionen – Konfessionen
Die Bewohner sind traditionell römisch-katholische Christen. Heute sieht die religiöse Situation so aus: 80,59 % Römisch-Katholische, 7,75 % Evangelisch-Reformierte, 2,37 % orthodoxe Christen, 2,28 % Muslime und 2,20 % Konfessionslose (Stand 2000).

### Herkunft – Nationalität
2022 zählte die Gemeinde 1624 Einwohner. Davon waren 1438 Schweizer Staatsangehörige und 186 (= 11,4 %) Menschen anderer Staatsangehörigkeit. Die grössten Zuwanderergruppen kommen aus Deutschland (33 Menschen), dem Kosovo (19), Serbien (17). Portugal (15), Italien (14) und Nordmazedonien (11).

## Geschichte

Luftbild (1950)

Die Gemeinde ist Namensgeberin der so genannten Egolzwiler Kultur. In den vergangenen 100 Jahren sind bei Grabungen am ehemaligen Rand des 1859 trockengelegten Wauwilersees Siedlungsreste, Werkzeug und Keramik aus der Zeit 4500–4300 v. Chr. zum Vorschein gekommen. Somit ist Egolzwil die älteste bekannte Siedlung im Kanton Luzern. In historischer Zeit wird der Ort erstmals im Jahr 1081 erwähnt. Im Jahr 1150 erscheint zum ersten Mal der Name Egolswil. Um 1300 gehörte die Gemeinde den Habsburgern und fiel 1407 an Luzern. Die Gemeinde gehört seit 1803 zum damals neu gegründeten Amt Willisau. 
Bei einem Artillerie-Schiessunfall in Egolzwil im Jahr 1922 wurde eine 58-jährige Bäuerin durch einen abgeprallten Artillerieschuss in ihrem Haus getötet, was zu grundlegenden Änderungen der Sicherheitsvorschriften für das Artillerieschiessen in der Schweizer Armee führte.
Von 1941 bis 1945 bestand im Wauwilermoos südwestlich des Dorfs ein berüchtigtes Interniertenlager für Kriegsgefangene. Der Lagerkommandant behandelte die Gefangenen oft in unmenschlicher Weise. Seit 1947 befindet sich im Wauwilermoos wieder eine Strafanstalt.

## Politik

### Gemeinderat
Der Gemeinderat Egolzwil besteht aus fünf Mitgliedern und ist wie folgt aufgestellt (Amtsdauer 2020–2024):
- Pascal Muff (Die Mitte): Gemeindepräsident, Ressort Präsidiales
- Adolf Kreienbühl (FDP.Die Liberalen): Ressort Bau und Infrastruktur
- Antoinette Wicki (Die Mitte): Ressort Gesundheit und Soziales
- Roland Wermelinger (FDP.Die Liberalen): Ressort Finanzen und Steuern
- Adriano Mergola (parteilos): Ressort Bildung

### Kantonsratswahlen
Bei den Kantonsratswahlen 2023 des Kantons Luzern betrugen die Wähleranteile in Egolzwil: Mitte 42,22 %, FDP 25,74 %, SVP 15,78 %, SP 6,49 %, Grüne 5,00 % und glp 4,77 %.

### Nationalratswahlen
Bei den Schweizer Parlamentswahlen 2023 betrugen die Wähleranteile in Egolzwil: Mitte 40,9 %, SVP 23,7 %, FDP 19,1 %, SP 5,3 %, glp 4,6 %, Grüne 3,7 %, übrige 2,7 %.

## Wirtschaft
Früher war Egolzwil ein Bauerndorf mit Gemüsebau und Torfstecherei als Hauptbeschäftigung. Heute (Stand 2001) sind bloss noch 12,5 % der Erwerbstätigen in der Landwirtschaft tätig (17 Landwirtschaftsbetriebe). In Industrie und Gewerbe arbeiten 24,2 % – während 63,3 % ein Auskommen in Dienstleistungsberufen finden. Die Zahl der Wegpendler betrug im Jahr 2000 456, die in Nachbargemeinden, in Sursee und der Stadt Luzern Arbeit finden. Es gab aber im gleichen Jahr auch 211 Zupendler (meist aus der Region).

## Schulen
Im Ort gibt es einen Kindergarten und eine Primarschule. Ab der 7. Klasse besuchen die Kinder im Normalfall die Sekundarschule in Wauwil.

### Verkehr
Egolzwil liegt zwar an der Bahnlinie Olten-Luzern, hat aber trotzdem keine Haltestelle. Die nächstgelegene Bahnstation ist 1,3 km östlich des Dorfs in Wauwil. Auch die Bahnstation Nebikon ist nicht viel weiter entfernt. Da auch keine Buslinie nach Egolzwil führt, gehört die Ortschaft zu den wenigen Siedlungen im Kanton ohne Anschluss an den Öffentlichen Verkehr. Die Autobahnanschlüsse Dagmersellen und Sursee an der A2 sind 6 resp. 9 km entfernt.

## Sehenswürdigkeiten
Die in den Jahren 1895/1896 von August Hardegger errichtete neugotische Dorfkirche Herz Jesu ist der bauliche Höhepunkt des Dorfs. Zu den landschaftlichen Höhepunkten zählt der Egolzwilersee, der letzte Überrest des einst grossen Wauwilersees. Wegen seiner seltenen Pflanzen im Uferbereich steht dieser seit 1969 unter Naturschutz.

## Bilder

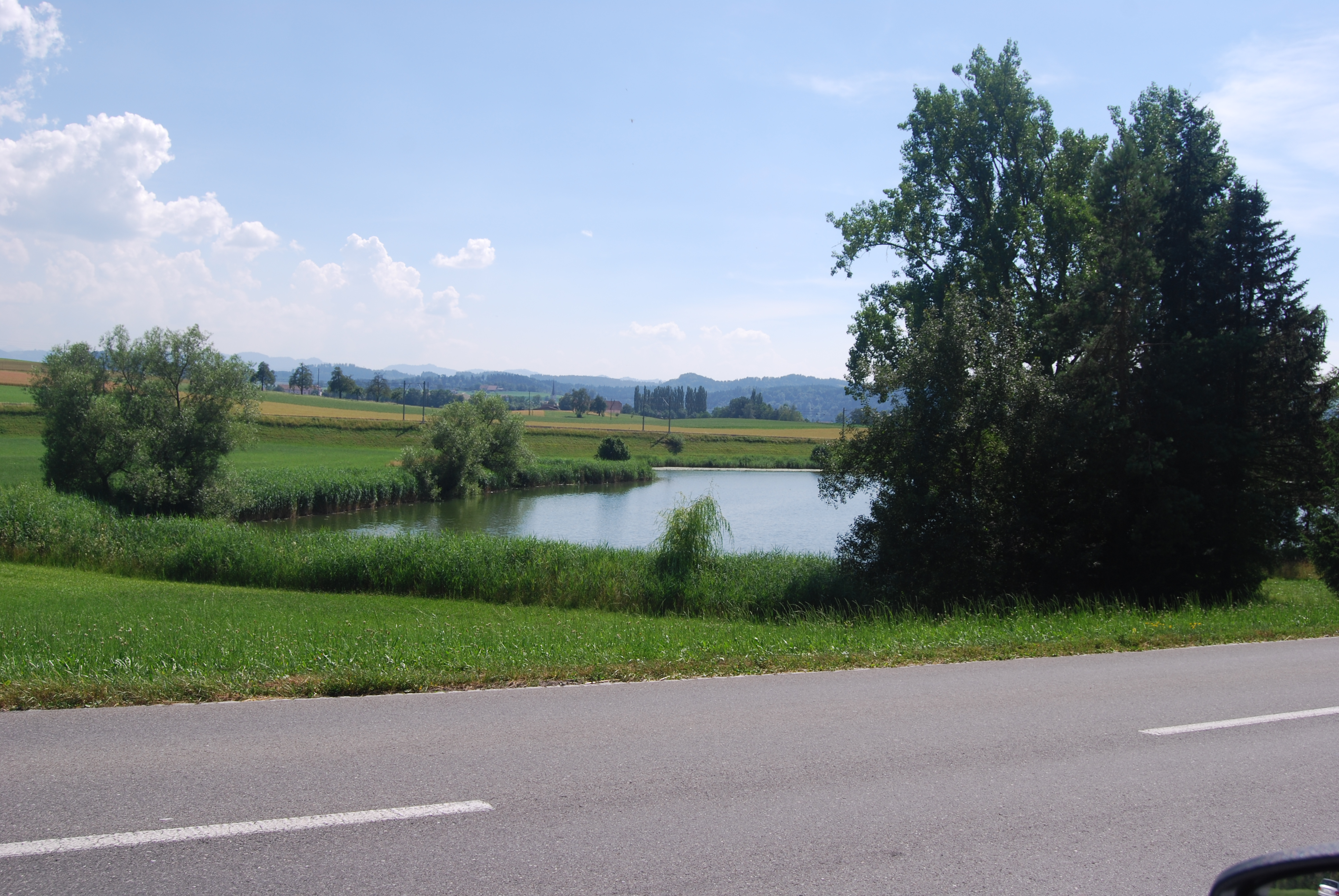
Egolzwilersee
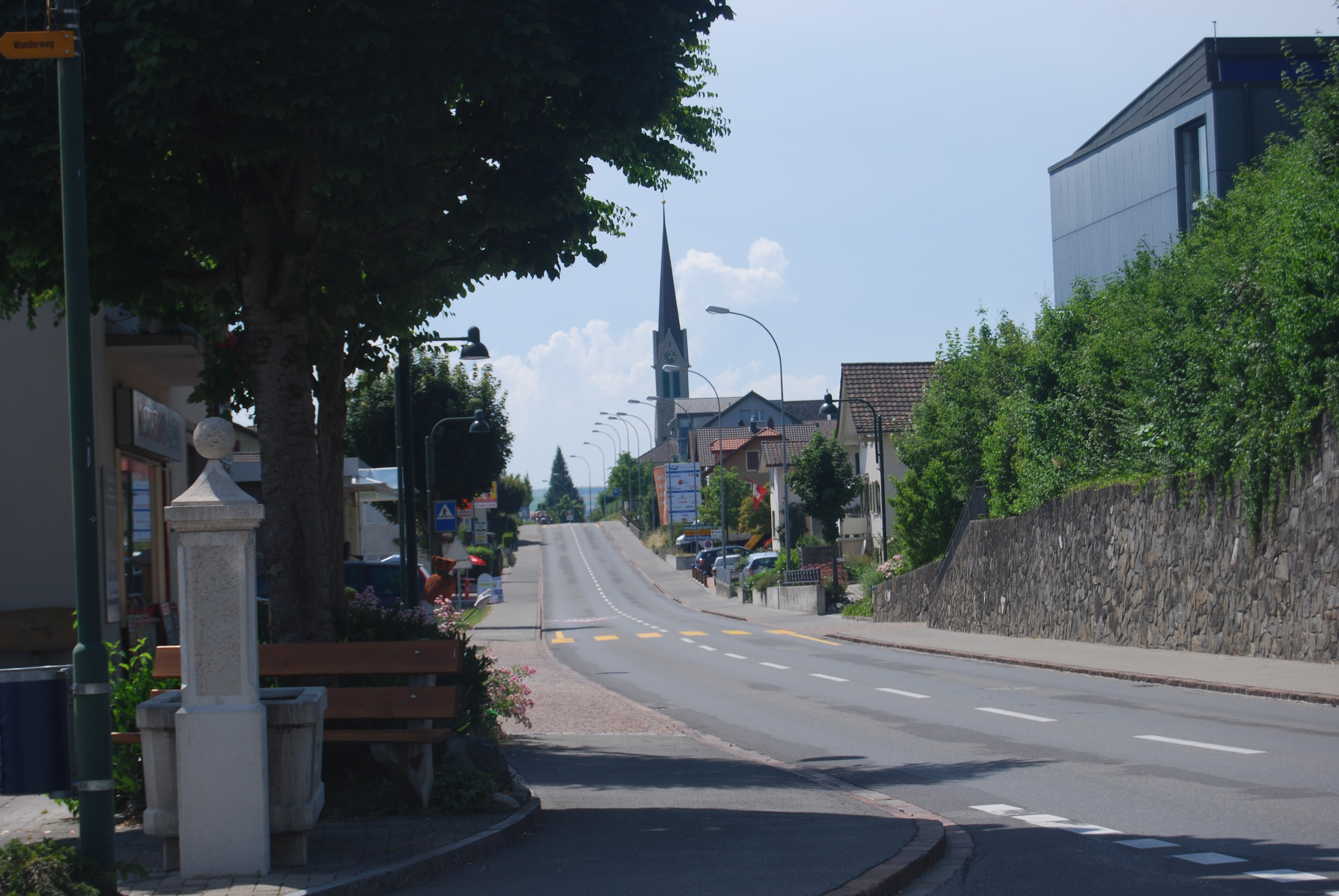
Kirche von Egolzwil
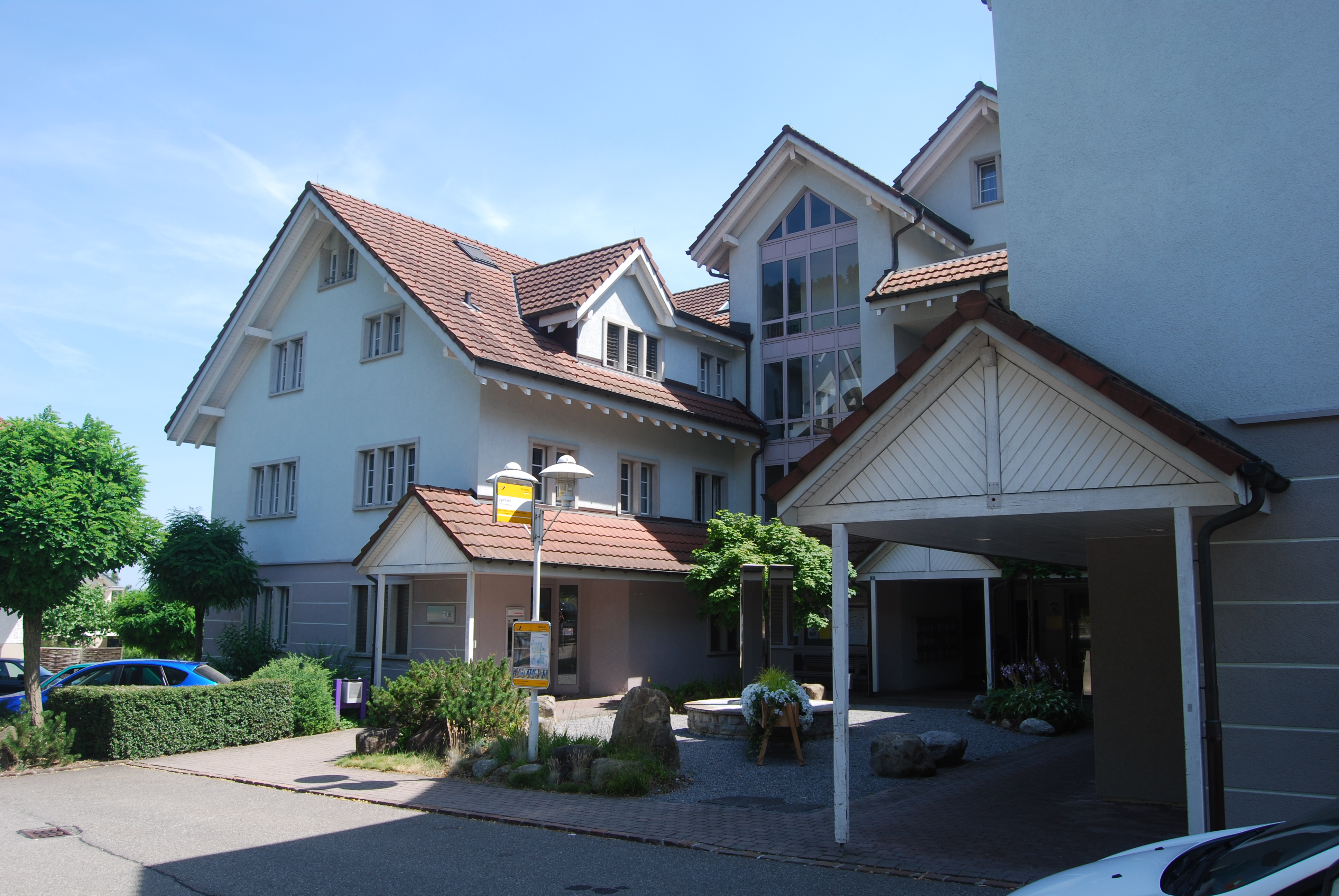
Dorfkern von Egolzwil